# Aïcha Redouane
Pour les articles homonymes, voir Aïcha (homonymie).
Aïcha Redouane, née en 1962, est une artiste berbère née au Maroc, à Aït Attab dans le Moyen-Atlas.

## Biographie
Née au Maroc en 1962, elle attire déjà l'attention de ses proches lorsqu'elle chante lors des veillées berbères. Puis sa famille s’établit en France. Elle poursuit des études d'architecture qu'elle délaisse pour se consacrer à la musique. Elle se passionne pour le répertoire classique égyptien, dont elle écoute des enregistrements de référence sur de vieux 78 tours.
Elle chante dans plusieurs styles (berbère, jazz-blues, chant classique occidental et arabe...), mais sa rencontre avec Habib Yammine, musicologue, compositeur, percussionniste et pédagogue libanais, en 1986, est déterminante dans sa spécialisation dans l'art du chant et de la poésie arabes, de la composition et de l'improvisation. Le ministère français de la Culture lui octroie une bourse pour ses recherches musicales, ce qui lui permet de suivre une formation de cantillation/tajwid du Coran auprès de cheikhs au Caire et à Paris. À son retour, avec Habib Yammine avec qui elle est désormais mariée, elle crée en 1991 un ensemble musical, Al-Adwâr, dont les instruments sont le qanoun, l'oud, le riqq (tambour sur cadre à cymbalettes), la flûte ney et le kamân (violon). Ils enregistrent plusieurs albums dont « Égypte », distingué d'un Choc de la musique et d’un Diapason d’or,.
Aïcha Redouane et Habib Yammine signent d'autres compositions :Maqâm d’Amour (poèmes soufis de Râbi’a al-‘Adawiyya, poétesse irakienne, VIIIe siècle), Ivresses (al-Khamriyya – Éloge du vin mystique) d’Ibn al-Fârid (XIIIe siècle, Egypte), créations pour le théâtre de la Ville de Paris en 1998 et 2003 ; L’amour est ma religion et ma foi d’Ibn Arabi, maître soufi andalou du XIIIe siècle, création pour l'inauguration du Festival des musiques sacrées de Fès, 2004 ; et Kan-noun fî sourat al-Rahmân (Telle la lettre noun dans la sourate du Rahmân) du poète palestinien Mahmoud Darwich, création pour le Théâtre Le Volcan, Le Havre, 2006, et l’Institut du monde arabe à Paris, 2008. Elle a repris également des titres d'Oum Kalsoum.

## Diffusion audiovisuelle

### En France
France Musique, France Culture, France Inter, RFI, RMC Moyen-Orient, France-Maghreb.
TV/France 2 :
- « Nuits du Ramadan » avec Frédéric Mitterrand.
- « Le cercle de minuit » avec Michel Field, Laure Adler.
- « Le cercle des arts » avec Frédéric Mitterrand.
- « Musiques au cœur » avec Eve Ruggieri, France 3. ARTE, Metropolis. RFO-AITV. MBC.
- « Le canal du savoir – La musique classique arabe » (émission pédagogique de 52 min), Paris Première, Arts et Education, 2002.

### A l’étranger
TV Maroc, TV Liban, Radio Canada, TV Suisse, RAI Italienne, Radio Allemagne, Radio Espagne, TV Algérie, TV Jordanienne (émission et concert), TV Abou Dhabi (émission et concert) …

### Discographie
- «Maqâm d’Amour », Aïcha Redouane et l’ensemble Al-Adwâr, Aïcha Redouane et Habib Yammine/Chant du Monde-Harmonia Mundi, 2011.
- «Egypte», Aïcha Redouane et l’ensemble Al-Adwâr, Art vocal et instrumental du Proche-Orient », Ocora Radio France/ Harmonia Mundi, 1993/2009.
- «Nahda du Proche-Orient», Aïcha Redouane et l’ensemble Al-Adwâr, Aïcha Redouane et Habib Yammine/Chant du Monde-Harmonia Mundi, 2002.
- «Arabesques vocales», Aïcha Redouane et l’ensemble Al-Adwâr, Institut du Monde Arabe/Harmonia Mundi, 1996-2000.

### Participations
- CD «Traces de Lumière», Festival de Fès des Musiques Sacrées du Monde, 2004. Double album collectif, 2 pièces composées par Aïcha Redouane et Habib Yammine, Buda Musique, 2005
- CD «Stabat mater» Bruno Coulais, 3 chants composés par Aïcha Redouane et Habib Yammine, Festival de Saint-Den* DVD «Musiques du Monde au Festival de Fès des Musiques Sacrées», 2004, Mondomix Média/LGM et le Festival de Fès, Harmonia Mundi.
- DVD «Porquerolles, L’Ile du Jazz», film de Frank Cassenti, Oléo films et Arte, 12/10/2006

## Décorations
- Le 22 août 2016, elle est décorée chevalière de l'ordre du Ouissam Al Moukafâa Al Wataniya — ordre du Mérite national[7] — par le roi Mohammed VI.

### Webographie
- Ressources relatives à la musique :   - Discogs
  - MusicBrainz
  - Muziekweb
- Ressource relative à l'audiovisuel :   - Africultures
- Notices d'autorité :   - VIAF
  - ISNI
  - BnF (données)
  - IdRef
  - LCCN
  - WorldCat